# سباستین میت
سباستین میت (انگلیسی: Sébastien Maté؛ زادهٔ ۱۹ سپتامبر ۱۹۷۲) بازیکن فوتبال اهل فرانسه است.
از باشگاه‌هایی که در آن بازی کرده‌است می‌توان به باشگاه فوتبال ونس، باشگاه فوتبال استاد برستوا ۲۹، باشگاه فوتبال المپیک مارسی، و باشگاه ورزشی آمیان اشاره کرد.